# Герберт, Эдвард, 2-й граф Поуис
Эдвард Герберт, 2-й граф Поуис (англ. Edward Herbert, 2nd Earl of Powis; 22 марта 1785 — 17 января 1848) — британский пэр и политик-консерватор. Он носил титул учтивости — виконт Клайв с 1804 по 1839 год. Внук Роберта Клайва Индийского, 1-го барона Клайва.
Титулы: 2-й граф Поуис, графство Монтгомеришир (с 16 мая 1839 года), 2-й барон Герберт из Чербери, графство Шропшир (с 16 мая 1839), 2-й барон Поуис из замка Поуис, графство Монтгомеришир (с 16 мая 1839), 2-й виконт Клайв из Ладлоу (с 16 мая 1839), 3-й барон Клайв из Плесси, графство Клэр (с 16 мая 1839), 2-й барон Клайв из Уолкота, графство Шропшир (с 16 мая 1839 года).

## Ранняя жизнь
Родился 22 марта 1785 года. Старший сын Эдварда Клайва, 1-го графа Поуиса (1754—1839), и его жены Генриетты, урождённой Герберт (1758—1830). Он был одним из четырёх детей. Его младший брат Роберт Генри Клайв был известным политиком. Его старшая сестра Генриетта была женой сэра Уоткина Уильямса-Винна, 5-го баронета. Его младшая сестра Шарлотта была женой Хью Перси, 3-го герцога Нортумберленда, и она была гувернанткой будущей королевы Виктории.
Эдвард получил образование в Итоне и колледже Святого Иоанна в Кембридже, получив степень магистра в 1806 году и степень доктора юридических наук в том же университете в 1835 году. Он также стал почетным DCL Оксфордского университета в 1844 году, в том же году он также стал кавалером Ордена Подвязки.

## Пэрство
С 1804 года, когда его отец был назначен графом Поуисом, он был известен под титулом учтивости — виконт Клайв, вторым титулом своего отца. В 1806 году он стал членом парламента от Ладлоу, сохраняя это место до тех пор, пока не унаследовал графство и не вошел в Палату лордов. Он также был наследником своего дяди Джорджа Герберта, 2-го графа Поуиса (1755—1801), который умер неженатым в 1801 году, и унаследовал поместья замка Поуис при условии, что он примет имя и герб Герберта только вместо тех, что были у Клайва, что он и сделал по королевской лицензии от 9 марта 1807 года. Другое условие состояло в том, что он должен погасить большие игровые долги своего дяди и что его отец должен оставить поместья Клайва своему младшему сыну Роберту Генри Клайву.

## Карьера
Граф Поуис долгое время служил йоменри в Шропшире. В 1807 году он был назначен майором, командующим отрядом, собранным из городов Ладлоу и Бишопс-Касл, который в 1814 году объединился в более крупный йоменский кавалерийский полк Южного Шропшира. С 1827 года — подполковник. Следуя за своим отцом на посту лорда-лейтенанта Монтгомеришира в 1830 году, лорд Поуис сыграл ведущую роль в подавлении чартистских беспорядков 1839 года, сам направив четыре отряда своего собственного полка для разгона бунтовщиков из Ньютауна и задержания некоторых главарей, в то время как Монтгомериширские йомены были развернуты в других частях того же графства. Помимо своего йоменского полка, он был полковником, командующим королевской милицией Монтгомеришира с 1846 года до своей смерти.
В 1812 году, как виконт Клайв, он служил казначеем Шропширского лазарета в Шрусбери.
Граф был библиофилом, который к 1816 году собрал в замке Поуис книжную коллекцию, полученную из путешествий по Франции, купленную частично у книготорговцев, а частично на аукционе библиотеки императрицы Жозефины в Мальмезоне. Он был избран в Роксбургский клуб в 1828 году и стал президентом в 1835 году, когда он спонсировал публикацию «Ливиса Сейнтиса» (то есть «Житий святых»).
Защитник интересов англиканской церкви в Уэльсе, в Палате лордов он в 1843—1847 годах возглавил успешную оппозицию предложению объединить кафедры Бангора и Святого Асафа. В конечном итоге он был назначен членом Королевской комиссии по делам английских и валлийских епископств. Сумма в 5000 фунтов стерлингов, собранная в память о нём, была посвящена основанию выставки Powis для помощи валлийским студентам Оксфордского и Кембриджского университетов, намеревающимся принять священный сан.
В 1847 году он баллотировался на пост канцлера Кембриджского университета, но потерпел поражение всего лишь 117 голосами от Альберта, принца-консорта.
Сторонник строительства каналов в Шропшире и Монтгомеришире, на момент своей смерти он был председателем Шропширского союза железных дорог и компании каналов.

## Личная жизнь

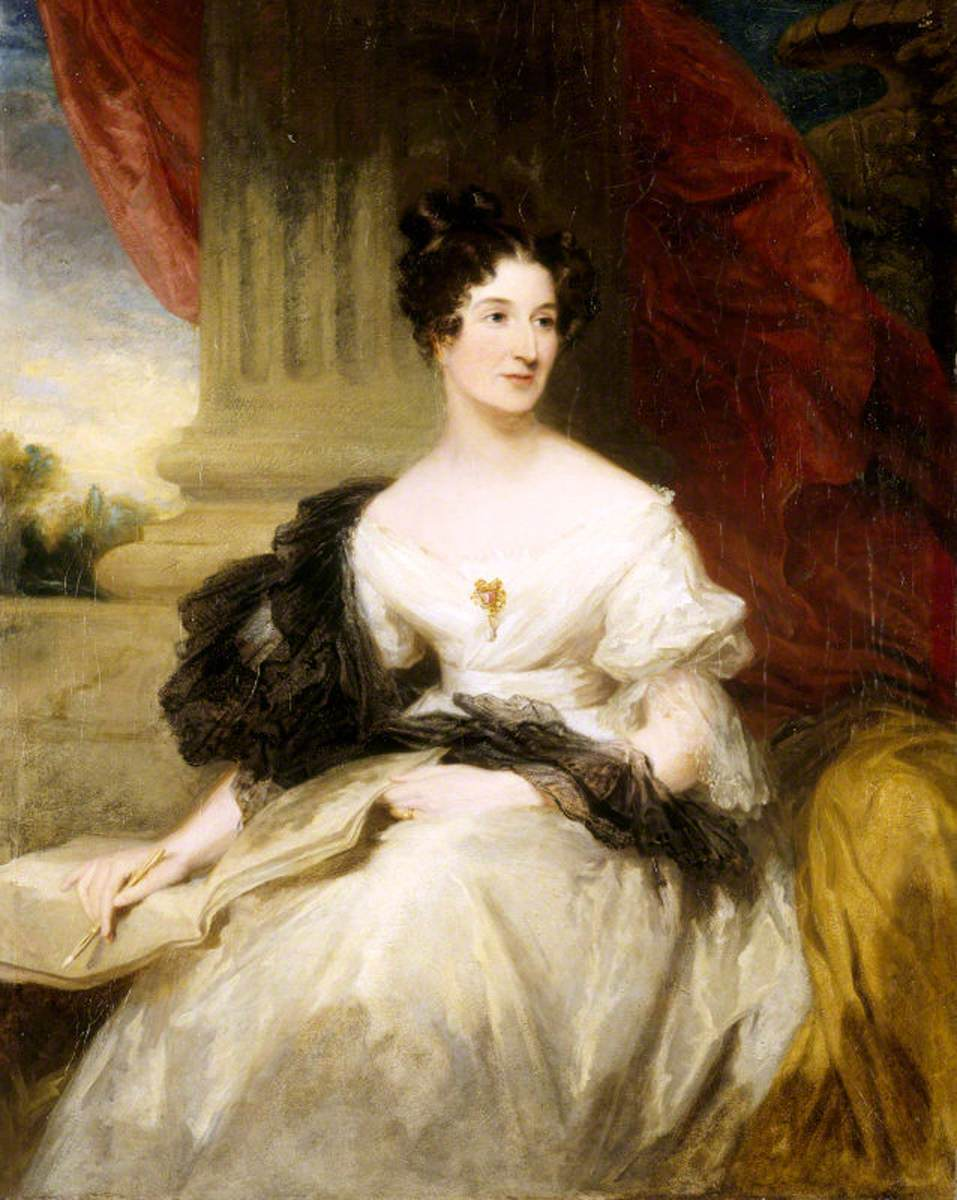
Леди люси Грэм (1793—1875), жена Эдварда Герберта, 2-го графа Поуиса. Портрет Фредерика Ричарда Сэя

9 февраля 1818 года граф Поуис женился на леди Люси Грэм (25 сентября 1793 — 16 сентября 1875), дочери Джеймса Грэма, 3-го герцога Монтроза (1755—1836), и леди Каролины Мэри Монтегю (1770—1847). У супругов было семеро детей, пять мальчиков и две девочки:
- Эдвард Герберт, 3-й граф Поуис (5 ноября 1818 — 7 мая 1891), старший сын и наследник отца, умерший неженатым[3].
- Перси Эгертон Герберт[англ.] (15 апреля 1822 — 7 октября 1876), который в 1860 году женился на Мэри, единственной дочери графа Керри (сам старший сын 3-го маркиза Лэнсдауна)[3]. Они были родителями 4-го графа Поуиса.
- Джордж Герберт (25 ноября 1825 — 15 марта 1894), который в 1863 году женился на Элизабет Беатрис Сайкс, четвёртой дочери сэра Таттона Сайкса, 4-го баронета[англ.], и Мэри Энн Фулис (вторая дочь сэра Уильяма Фулиса, 7-го баронета[англ.])[3]
- Роберт Чарльз Герберт (24 июня 1827 — 31 октября 1902), который женился на Анне Марии Кладд, единственном ребёнке и наследнице Эдварда Кладда и Кэтрин Харриетт Кокберн (единственной дочери генерал-лейтенанта сэра Уильяма Кокберна, 6-го баронета[англ.]), в 1854 году[3]. Он был дедушкой 5-го графа Поуиса и 6-го графов Поуиса.
- Генерал-майор Уильям Генри Герберт (8 февраля 1834 — 29 января 1909), который женился на Сибелле Августе Милбанк, старшей дочери и наследнице Марка Уильяма Вейна Милбанка (внука Уильяма Вейна, 1-го герцога Кливленда) и Барбарины Софии Фаркуар (дочери сэра Томаса Фаркуара, 2-го баронета[англ.]), в 1871 году[3].
- Леди Люси Кэролайн Герберт (ок. 1819 — 3 мая 1884), вышедшая замуж за Фредерика Калверта в 1865 году[3].
- Леди Шарлотта Элизабет Герберт (1821 — 15 мая 1906), вышедшая замуж за Хью Монтгомери в 1846 году[3].

Граф Поуис умер 17 января 1848 года в замке Поуис после того, как его случайно застрелил во время охоты на фазана один из его сыновей, Роберт Чарльз Герберт. Он был похоронен в приходской церкви Святой Марии в Уэлшпуле.

## Потомки
Через своего второго сына Перси он был дедушкой Джорджа Герберта, 4-го графа Поуиса, который женился на Вайолет Лейн-Фокс (младшая дочь Саквилла Лейн-Фокса, 12-го барона Коньерса).